# Święcienin
Święcienin – wieś w Polsce położona w województwie podlaskim, w powiecie grajewskim, w gminie Radziłów.
Prywatna wieś szlachecka Święcienino położona była w drugiej połowie XVI wieku w powiecie radziłowskim ziemi wiskiej województwa mazowieckiego. W latach 1975–1998 miejscowość administracyjnie należała do województwa łomżyńskiego.
Wierni kościoła rzymskokatolickiego należą do parafii św. Anny w Radziłowie.